# Athletes nyansae
Athletes nyansae is een vlinder uit de familie nachtpauwogen (Saturniidae). De wetenschappelijke naam van deze soort is voor het eerst geldig gepubliceerd in 1904 door Rebel.
De soort komt voor in tropisch Afrika.